# 官立大學 (日本)
官立大學指日本政府根据学制改革前《大学令》设立的旧体制大学。截至1947年共有11所官立大學，分別是：
- 医科：新潟医科大学（今新潟大学）、岡山医科大学（今冈山大学）、千葉医科大学（今千叶大学）、金沢医科大学（今金泽大学）、長崎医科大学（今長崎大学）、熊本医科大学（今熊本大学）
- 商科：東京産業大学（今一桥大学）、神戸経済大学（今神户大学）
- 工科：東京工業大学（今东京科学大学）
- 文理科：東京文理科大学（今筑波大学）、広島文理科大学（今广岛大学）

其中六所原医科大学被称为旧六医大，剩下五所被称为旧五官大。

## 歷史
1918年日本政府公布《大學令》，強調大學的目的在於傳授國家所需要的學術、理論及應用知識，同時注意陶冶人格和灌輸國家觀念。大學原則上由幾個學院組成，必要時也可獨立設置單科的專業學院。除國立大學外，允許地方設公立大學，允許私人團體設私立大學，以便更快地發展高等教育。
部分官立大學的前身比京都帝国大学（1897年設立）或東北帝国大学（1907年設立）還要古老，包括東京高等師範學校（1886）、廣島高等師範學校（1902年）、名古屋醫科大学的前身（1871年）、岡山醫科大学的前身（1870年）、千葉醫科大学的前身（1882年）、金澤醫科大学的前身（1870年）、長崎醫科大学的前身（1857年）、東京商科大学前身東京高等商業学校（1887年）、神户商業大学前身神戸高等商業学校（1902年）、大阪工業大学前身大阪高等工業学校（1901年）。
這些學校在日本自認僅次於帝國大學，其中廣島文理科大学、金澤醫科大学、岡山醫科大学、旅順工科大学在戰前已有升格為帝國大學的計畫，因日本戰敗未實行。

## 官立大學列表

### 醫科
名古屋醫科大学在1939年升格為名古屋帝国大学，現在是名古屋大学醫学部。其他六所在日本俗稱旧六医大，在日本醫學界執牛耳，在1949年合併縣內專科學校及大學預科學校，改組為綜合大學。
1. 新潟醫科大學：1922年設立，今新潟大学。
2. 岡山醫科大學：1922年設立，今岡山大学。
3. 千葉醫科大學：1923年設立，今千叶大学。
4. 金澤醫科大學：1923年設立，今金澤大学。
5. 長崎醫科大學：1923年設立，今长崎大学。
6. 熊本醫科大學：1929年設立，今熊本大学。
7. 名古屋醫科大學：1931年設立，後來升格為名古屋帝国大学，今名古屋大學。

### 商科
1. 东京商科大学：1920年設立，今一桥大学。
2. 神户商业大学：1929年設立，1949年合併縣內專科學校及大學預科學校，改組為神户大学。

### 工科
1. 东京工业大学：1929年設立，2024年与东京医科齿科大学合并为东京科学大学。
2. 大阪工业大学：1929年設立，1933年併入大阪帝國大學，現在是大阪大学工学部。
3. 旅順工科大学：1922年設立，唯一設立在日本境外的官立工科大學，1945年因蘇聯軍隊進駐旅順而解散。

### 文理科
文理科大学為高等師範學校的併設學校，参见中華民國早期南京高等師範學校與國立東南大學之關係。
1. 東京文理科大學：1929年設立，1949年合併東京高等師範學校，改組為東京教育大学，1973年解散，校產轉交給新設之筑波大学。
2. 廣島文理科大學：1929年設立，1949年合併縣內專科學校、廣島高等師範學校及大學預科學校，改組為廣島大學。

### 神道
1. 神宮皇學館大学：1940年設立，1946年廢校，後來於1962年重新成立私立的皇學館大學。